# گهواره دریایی باشکوه
گهواره دریایی باشکوه (نام علمی: Chiton magnificus) نام یک گونه از رده گهواره دریایی است.